# Deutsche Floorball-Kleinfeldmeisterschaft 2023 (Frauen)
Die Deutsche Floorball-Meisterschaft der Damen Kleinfeld 2023 wird am 17. und 18. Juni 2023 bei der TSG Erlensee in Erlensee in Hessen stattfinden. Ausgetragen werden die Spiele in der Großsporthalle Erlensee. Amtierender Meister sind die Dümptener Füchse.

## Teilnehmer
Folgende acht Mannschaften aus den vier Regionen qualifizierten sich durch die regionalen Ligen und Qualifikationsturnieren für die Deutsche Meisterschaft:

- Nord: STV Sedelsberg Hawks und SG Osnabrück/Bielefeld
- West: TSG Erlensee und Dümptener Füchse
- Ost: USV Halle Saalebiber, Floor Fighters Chemnitz und USV TU Dresden 1
- Süd: ESV Ingolstadt 1 und SG Tübingen/Feuerbach

## Modus
Zunächst spielen am Samstag die acht Mannschaften in zwei Vorrundengruppen. Am Sonntag spielen dann jeweils die Gruppenersten gegen die -zweiten im Halbfinale. Die Gewinner ermitteln darauf im Finale den deutschen Meister im Damen-Kleinfeld. Die Verlierer spielen um den dritten Platz. Zuzüglich spielen die Gruppendritten um den fünften und die Gruppenletzten um den siebten Platz.

## Gruppenphase

### Gruppe A
| Pl. | Verein                | Sp. | S | U | N | SDS | SDN | Tore  | Diff. | Pkt. |
| --- | --------------------- | --- | - | - | - | --- | --- | ----- | ----- | ---- |
| 1.  | Dümptener Füchse      | 3   | 3 | 0 | 0 | 0   | 0   | 43:80 | +35   | 9    |
| 2.  | USV Halle Saalebiber  | 3   | 2 | 0 | 1 | 0   | 0   | 14:17 | −3    | 6    |
| 3.  | STV Sedelsberg Hawks  | 3   | 1 | 0 | 2 | 0   | 0   | 17:20 | −3    | 3    |
| 4.  | SG Tübingen/Feuerbach | 3   | 0 | 0 | 3 | 0   | 0   | 08:37 | −29   | 0    |

| 17. Juni 2023 9:00 |  | STV Sedelsberg Hawks | 4:5 (1:2, 3:3) Spielbericht | USV Halle Saalebiber | Grossporthalle Erlensee, Erlensee Zuschauer: 80 |

| 17. Juni 2023 11:00 |  | SG Tübingen/Feuerbach | 3:20 (2:11, 1:9) Spielbericht | Dümptener Füchse | Grossporthalle Erlensee, Erlensee Zuschauer: 80 |

| 17. Juni 2023 13:00 |  | STV Sedelsberg Hawks | 10:2 (8:0, 2:2) Spielbericht | SG Tübingen/Feuerbach | Grossporthalle Erlensee, Erlensee Zuschauer: 60 |

| 17. Juni 2023 15:00 |  | USV Halle Saalebiber | 2:10 (1:6, 1:4) Spielbericht | Dümptener Füchse | Grossporthalle Erlensee, Erlensee Zuschauer: 60 |

| 17. Juni 2023 17:00 |  | USV Halle Saalebiber | 7:3 (5:2, 2:1) Spielbericht | SG Tübingen/Feuerbach | Grossporthalle Erlensee, Erlensee |

| 17. Juni 2023 19:00 |  | Dümptener Füchse | 13:3 (6:2, 7:1) Spielbericht | STV Sedelsberg Hawks | Grossporthalle Erlensee, Erlensee Zuschauer: 48 |

### Gruppe B
| Pl. | Verein                  | Sp. | S | U | N | SDS | SDN | Tore  | Diff. | Pkt. |
| --- | ----------------------- | --- | - | - | - | --- | --- | ----- | ----- | ---- |
| 1.  | TSG Erlensee            | 3   | 3 | 0 | 0 | 0   | 0   | 33:13 | +20   | 9    |
| 2.  | USV TU Dresden          | 3   | 2 | 0 | 1 | 0   | 0   | 16:18 | −2    | 6    |
| 3.  | Floor Fighters Chemnitz | 3   | 1 | 0 | 2 | 0   | 0   | 26:19 | +7    | 3    |
| 4.  | SG Osnabrück/Bielefeld  | 3   | 0 | 0 | 3 | 0   | 0   | 11:36 | −25   | 0    |

| 17. Juni 2023 10:00 |  | SG Osnabrück/Bielefeld | 4:18 (2:7, 2:11) Spielbericht | Floor Fighters Chemnitz | Grossporthalle Erlensee, Erlensee Zuschauer: 80 |

| 17. Juni 2023 12:00 |  | USV TU Dresden | 4:12 (2:4, 2:8) Spielbericht | TSG Erlensee | Grossporthalle Erlensee, Erlensee Zuschauer: 180 |

| 17. Juni 2023 14:00 |  | SG Osnabrück/Bielefeld | 2:7 (0:3, 2:4) Spielbericht | USV TU Dresden | Grossporthalle Erlensee, Erlensee Zuschauer: 58 |

| 17. Juni 2023 16:00 |  | Floor Fighters Chemnitz | 4:10 (2:4, 2:6) Spielbericht | TSG Erlensee | Grossporthalle Erlensee, Erlensee Zuschauer: 210 |

| 17. Juni 2023 18:00 |  | Floor Fighters Chemnitz | 4:5 (2:3, 2:2) Spielbericht | USV TU Dresden | Grossporthalle Erlensee, Erlensee Zuschauer: 51 |

| 17. Juni 2023 20:00 |  | TSG Erlensee | 11:5 (6:1, 5:4) Spielbericht | SG Osnabrück/Bielefeld | Grossporthalle Erlensee, Erlensee Zuschauer: 117 |

### Endrunde
Spiel um Platz 7
| 18. Juni 2023 11:30 |  | SG Tübingen/Feuerbach | 7:6 n. V. (?:?, ?:?, 1:0) Spielbericht | SG Osnabrück/Bielefeld | Grossporthalle Erlensee, Erlensee |

Spiel um Platz 5
| 18. Juni 2023 12:45 |  | STV Sedelsberg Hawks | 6:4 (?:?, ?:?) Spielbericht | Floor Fighters Chemnitz | Grossporthalle Erlensee, Erlensee |

Play-Offs

|  | Halbfinale                   | Halbfinale                   |                              |   | Finale                       | Finale                       |
|  |                              |                              |                              |   |                              |                              |
|  | Dümptener Füchse             | 18                           |                              |   |                              |                              |
|  | USV TU Dresden               | 2                            |                              |   |                              |                              |
|  | So., 18. Juni 2023 9:00 Uhr  |                              |                              |   |                              |                              |
|  |                              |                              | So., 18. Juni 2023 15:15 Uhr |   |                              |                              |
|  | Dümptener Füchse             | 6                            |                              |   |                              |                              |
|  |                              | TSG Erlensee                 | 3                            |   |                              |                              |
|  |                              |                              |                              |   |                              |                              |
|  | Spiel um Platz 3             |                              |                              |   |                              |                              |
|  | So., 18. Juni 2023 10:15 Uhr | So., 18. Juni 2023 10:15 Uhr | USV TU Dresden               | 2 |                              |                              |
|  | TSG Erlensee                 | 4V                           | USV Halle Saalebiber         | 6 |                              |                              |
|  | USV Halle Saalebiber         | 3                            |                              |   | So., 18. Juni 2023 14:00 Uhr | So., 18. Juni 2023 14:00 Uhr |

V Sieg in der Overtime

PS Sieg nach dem Penalty-Shoutout
Halbfinale
| 18. Juni 2023 9:00 |  | Dümptener Füchse | 18:2 (?:?, ?:?) Spielbericht | USV TU Dresden | Grossporthalle Erlensee, Erlensee |

| 18. Juni 2023 10:15 |  | TSG Erlensee | 4:3 n. V. (2:1, 1:2, 1:0) Spielbericht | USV Halle Saalebiber | Grossporthalle Erlensee, Erlensee |

Spiel um Platz 3
| 18. Juni 2023 14:00 |  | USV TU Dresden | 2:6 (?:?, ?:?) Spielbericht | USV Halle Saalebiber | Grossporthalle Erlensee, Erlensee |

Finale
| 18. Juni 2023 15:15 |  | Dümptener Füchse | 6:3 (4:1, 2:2) Spielbericht | TSG Erlensee | Grossporthalle Erlensee, Erlensee Zuschauer: 400 |

## Abschlussplatzierungen
| RF | Team                    |
| -- | ----------------------- |
| 1  | Dümptener Füchse        |
| 2  | TSG Erlensee            |
| 3  | USV Halle Saalebiber    |
| 4  | USV TU Dresden          |
| 5  | STV Sedelsberg Hawks    |
| 6  | Floor Fighters Chemnitz |
| 7  | SG Tübingen/Feuerbach   |
| 8  | SG Osnabrück/Bielefeld  |